# Patricio D´Alia
Patricio Nicolas D´Alia (Buenos Aires, Argentina, 18 de junio de 1993) es un futbolista argentino, surgido de las inferiores de Huracán, donde juega actualmente, y su posición es delantero.

## Trayectoria

### Huracán
Surgido de las inferiores de Huracán, es incluido por primera vez en el plantel de primera en la temporada 2014. 

## Clubes
| Club    | País      | Año             |
| ------- | --------- | --------------- |
| Huracán | Argentina | 2014 - Presente |

## Palmarés

### Campeonatos nacionales
| Título         | Club    | País      | Año     |
| -------------- | ------- | --------- | ------- |
| Copa Argentina | Huracán | Argentina | 2013/14 |